# Antoni Buch i Esteban
Antoni Buch i Esteban (Sant Vicenç de Montalt, Maresme, 26 de maig de 1921 - 11 de setembre de 2009) fou historiador, periodista i pintor.
Estudià al seu poble natal a l'escola del Casal Parroquial El Delme on a més d'una formació elemental, el seu mestre mossèn Lluís Grabulosa i Casals l'inicià en tècniques de dibuix i escenografia que desenrotllaren al teatre del Casal.
De molt jove entrà en contacte amb Antoni Graupera pintor-decorador, cronista i excel·lent fotògraf de Caldes d'Estrac. Fruit d'aquesta relació sorgí el seu ofici de pintor i la seva passió per la història local. L'any 1963, amb motiu de la vinguda al poble de l'Esteve Albert i Corp i la creació del Patronat Pro Cultura Urbanisme i Turisme i les representacions de De Nativitate Christi, Antoni Buch contribuí activament en l'organització i difusió de les activitats culturals de Sant Vicenç. Per Acord Municipal, el dia 27 d'octubre de 1967, fou nomenat Cronista Oficial de la població. El 2005 va deixar un important fons documental i fotogràfic a l'arxiu de Sant Vicenç, i el 2007 va cedir la seva col·lecció documentació sobre la Festa Major començada el 1942. Uns mesos abans la seva mort, el 2009 va realitzar-se una petita exposició sobre relació de Sant Vicenç amb la casa reial belga, via Fabiola Fernanda de Mora.

Fragment de la Sardana de Sant Vicenç que l'Antoni Buch escriví a Sant Vicenç de Montalt Narració Històrica:
```
Formeu part d'aquesta sardana,
àuria toia pel millor palau,
viviu nostra terra sana,
Sant Vicenç invita: veniu, si us plau.
```

## Obres
- Sant Vicenç de Montalt. Narració històrica, 1984[4]
- Sant Vicenç de Montalt. Imatges d'ahir. 1900-1970.
- Esteve Albert des de Sant Vicenç de Montalt: les activitats urbanístiques, culturals i de promoció del poble i de tot el Maresme (1963-1983), amb Josep Puig i Pla i Joan Salicrú[5]